# Aeródromo Chumildén
El Aeródromo Chumildén (OACI: SCHD) es un terminal aéreo ubicado junto a la localidad de Chumildén, comuna de Chaitén, Provincia de Palena, Región de los Lagos, Chile. Es de propiedad privada.